# Acacia vittata
Acacia vittata é uma espécie de leguminosa do gênero Acacia, pertencente à família Fabaceae.